# Trophée Håkan-Loob
Le trophée Håkan-Loob est un trophée de hockey sur glace remis annuellement au joueur de l'Elitserien inscrivant le plus de buts au cours de la saison régulière.
Le trophée est remis depuis la saison 2005-2006 sur l'initiative de la société Svenska Hockeyligan et de Canal+. Le trophée est nommé en l'honneur de Håkan Loob meilleur buteur du championnat à quatre reprises. Le club de joueur recevant le prix se voit offrir une somme de 1 000 couronnes par but inscrit, la totalité allant au programme de formation du club.

## Liste des récipiendaires
- 2005-2006 – Tomi Kallio, Frölunda HC (26 buts - 49 matchs) et Andreas Karlsson, HV 71 (26 buts - 50 matches)[3]
- 2006-2007 – Pavel Brendl, Mora IK (34 buts - 54 matchs)[4]
- 2007-2008 – Mattias Weinhandl, Linköpings HC (35 buts - 54 matchs)
- 2008-2009 – Per-Åge Skrøder, MODO hockey (30 buts - 51 matchs)
- 2009-2010 - Jan Hlaváč, Linköpings HC (30 buts - 38 matches)
- 2010-2011 - Mikko Lehtonen, Skellefteå AIK (30 buts - 55 matchs)
- 2011-2012 - Richard Gynge, AIK IF (28 buts - 55 matchs)
- 2012-2013 - Carl Söderberg, Linköpings HC (31 buts - 54 matchs)
- 2013-2014 - Chad Kolarik, Linköpings HC (30 buts - 53 matchs)
- 2014-2015 - Broc Little, Linköpings HC (28 buts - 55 matchs)
- 2015-2016 - Nick Johnson, Brynäs IF (22 buts - 52 matchs)
- 2016-2017 - Kevin Clark, Brynäs IF (23 buts - 52 matchs)
- 2017-2018 - Victor Olofsson, Frölunda HC (27 buts - 50 matchs)
- 2018-2019 - Emil Bemström, Djurgården IF [5] (23 buts, 47 matchs)
- 2019-2020 - Broc Little, Linköping HC (24 buts/48 matchs)
- 2020-2021 - Simon Ryfors, Rögle BK et Daniel Viksten, Färjestad BK (25 buts, 51 matchs)